# Boom
Boom er en sang af den danske sangerinde Sisse Marie, der blev udgivet den 22. august 2005 på Remees pladeselskab Boom! Records.

## Trackliste
- Digital download

1. "Boom" – 2:59

- CD single

1. "Boom" – 2:59
2. "Boom" (Hit'n'Run Disco Mix) – 5:02
3. "Boom" (Instrumental) – 2:59

## Credits
- Skrevet af Lucas Sieber og Jonas Schrøder
- Produceret af Lucas Sieber og Jonas Schrøder for Palladium Productions
- Co-produceret af Thomas Troelsen i Delta Lab Studios, København
- Baggrundsvokaler af Nakisa Jaleshgar
- Tema af Remee
- Remix og yderligere produktion på track 2 af Daniel Kandi og Fritz Niko for K-FLozz Productions, venligst stillet til rådighed af borderbreakers.com

## Hitlisteplacering
| Hitliste (2005)    | Højeste placering |
| ------------------ | ----------------- |
| Tracklisten Top-40 | 5                 |